# دیمرینگن
دیمرینگن (به فرانسوی: Diemeringen) یک کمون در فرانسه است که در Canton of Drulingen واقع شده‌است.

## خصوصیات
دیمرینگن ۸٫۸۱ کیلومترمربع مساحت و ۱٬۶۷۱ نفر جمعیت دارد.